# كاستلفرانكو فينيتو
كاستيلوفرانكو فينتو (البندقية: كاستيلو)، هي بلدة ومدينة فينتو، شمال إيطاليا، في مقاطعة تريفيزو وتقع على بعد 30 كيلومترًا (19 ميلاً) بالسكك الحديدية من بلدة تريفيزو وحوالي 40 كم (25 ميل) الداخل البندقية.

## التاريخ
نشأت المدينة من قلعة بناها هنا بلدية تريفيزو في صراعها ضدها بادوفا (1195). استولى ازيلينو الثالث دا رومانو عليها عام 1246، وأُعيد إلى تريفيزو بعد وفاته عام 1259، كما استحوذ عليها كانغراند أي ديلا سكالا أمير فيرونا عام 1329 وسُلّمت إلى جمهورية البندقية مع تريفسو بعد عشر سنوات حيث كانت تنتمي إليها حتى عام 1797 ولحقت كاستلفرانكو تاريخ فينيتو.

## المعالم السياحية الرئيسية

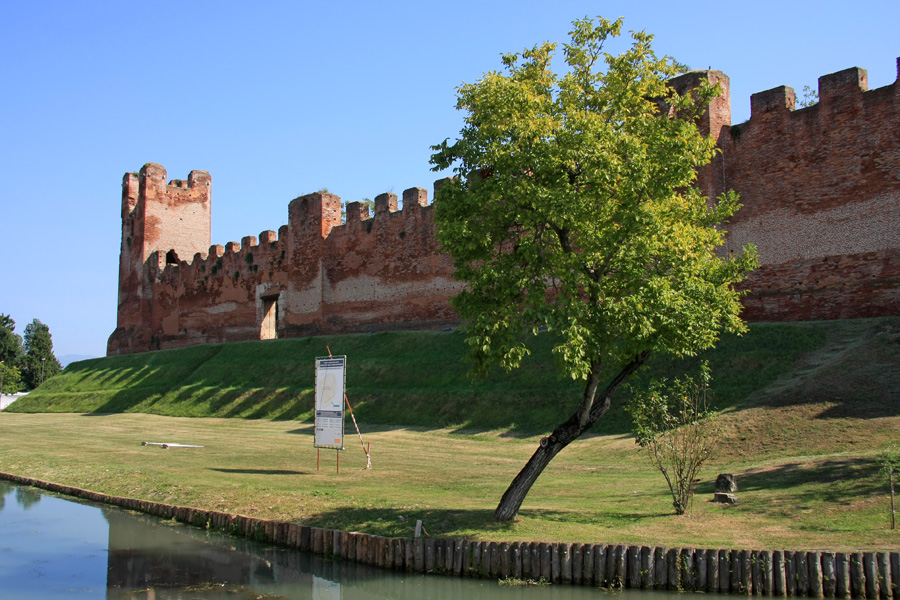
الجدران

الجزء الأقدم من المدينة مربع محاط من القرون الوسطى بالجدران والأبراج التي شيدها شعب تريفيزو عام 1211 (انظر سيتاديلا).

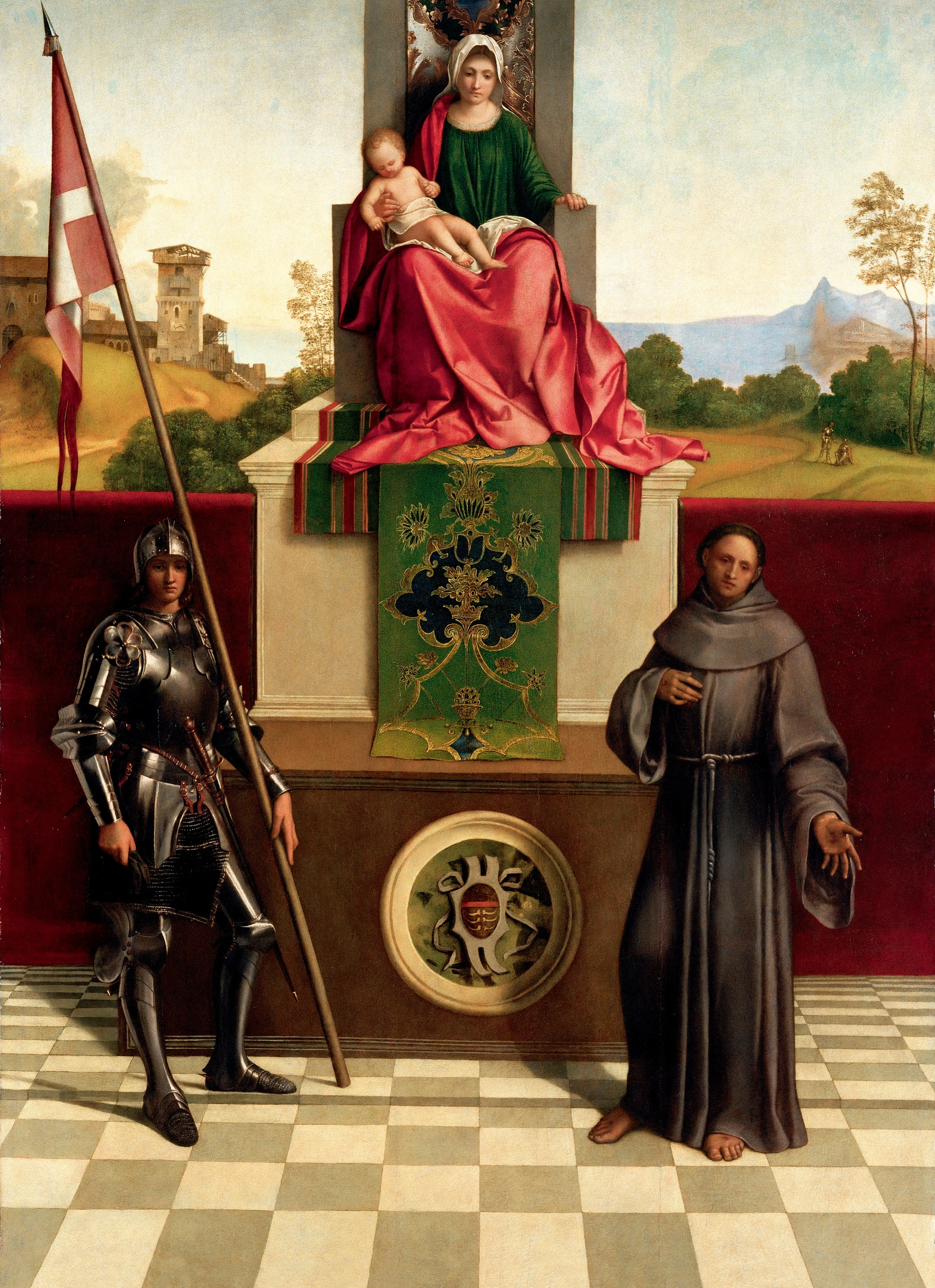
كاستلفرانكو مادونا

كانت كاستلفرانكو فينتو مسقط رأس الرسام جيورجيون، وتحتوي الكاتدرائية المسماة الدومو (1723)، الواقعة داخل الأسوار، على أحد أرقى أعماله وهو مادونا مع القديس فرنسيس والليبراليين (1504)، ولكن مسماها الشائع  بالا ديل جورجونيه، كما يمكن رؤية في الخلفية أبراج البلدة القديمة، رُممت اللوحة في البندقية في إيطاليا وأقيمت احتفالات لعودة «لا بالا» قرب نهاية عام 2005.
صمم  فرانشيسكو ماريا بريتي الكاتدرائية فوق كنيسة قديمة على الطراز الرومانسكي، تشمل الأعمال الفنية الأخرى سبع أجزاء من اللوحات الجدارية باولو فيرونيزي.

## المواصلات
افتتحت محطة كاستلفرانكو فينيتو الحديدية عام 1877، وهي تقاطع لثلاثة خطوط للسكك الحديدية، سكة حديد فينيس وترينتو ، وخط فينيس وتريفيسو للسكك الحديدية وخط السكك الحديدية Calalzo – Padua، على التوالي. وعلى ذلك تعد واحدة من أكثر تقاطعات السكك الحديدية ازدحامًا في فينيتو.

## الأشخاص الذين ولدوا في كاستلفرانكو فينيتو
- تينا أنسيلمي (1927-2016) وهي أول امرأة تقلدت منصبًا وزاريًا في إيطاليا كانت عضو بارز في حركة المقاومة

الإيطالية ثم اتجهت للسياسة·        
- الكاتب باولا دريغو (1876-1938)·
- لاعب كرة قدم مانويلا جيوجليانو (مواليد 1997)·
- مدير كرة القدم فرانشيسكو جيدولين (مواليد 1955)·
- الرسام جيورجيون (1477-1510)·
- عالم الأحياء وعلم البيئة الاستوائية بيا بارولين (مواليد 1965)·
- مهندس معماري فرانشيسكو ماريا بريتي (1701-1774)·
- مغني وكاتب أغاني دوناتيلا ريتوري (مواليد 1953)·
- أسقف كاثوليكي، دبلوماسي، وملحن اجوستينو ستيفاني (1655-1728).

## المدن المتشابهة
- جيلف، أونتاريو، كندا.